# Manasseh Sogavare
Manasseh Sogavare, född 1954, är en politiker från Salomonöarna. Han har varit landets premiärminister fyra gånger: 30 juni 2000 – 17 december 2001, 4 maj 2006 – 20 december 2007, 9 december 2014 – 15 november 2017 samt från 24 april 2019.